# AlSaudiah
El nom àrab السعودية, romanitzat com AlSaudiah, és el codi del domini de primer nivell territorial per a l'Aràbia Saudita. El nom en ASCII d'aquest domini en el sistema de noms de dominis és xn--mgberp4a5d4ar, obtingut per l'aplicació de les regles de l'Internationalizing Domain Names in Applications (IDNA) per la translació de la representació Unicode de la versió escrita. Va ser instal·lat al DNS el 5 de maig de 2010.
A Aràbia Saudita també se li assigna el domini territorial de primer nivell .sa

## Regles de registre
Un període des del 31 de maig de 2010 fins al 12 de juliol de 2010 va permetre registrar les organitzacions governamentals.
Només les persones o les entitats relacionades amb Aràbia Saudita es poden registrar.